# Manon Bollegraf
Manon Maria Bollegraf ('s-Hertogenbosch, 10 aprile 1964) è un'ex tennista olandese.

## Biografia
Ha raggiunto il suo best ranking in singolare il 9 luglio 1990 con la 29ª posizione; nel doppio è diventata, il 16 febbraio 1998, la 4º del ranking WTA.
Mentre in singolare è riuscita in carriera a conquistare un solo titolo WTA, nel doppio ha ottenuto la vittoria finale in ben 26 tornei, tra cui le ultime due edizioni del World Doubles Cup nel 1996 e nel 1997 in coppia con la statunitense Nicole Arendt.
In coppia con la connazionale Brenda Schultz ha raggiunto la semifinale del torneo di doppio femminile delle Olimpiadi di Atlanta venendo prima sconfitte dalla coppia ceca composta da Jana Novotná ed Helena Suková poi, nella finale per la medaglia di bronzo, dalle spagnole Conchita Martínez e Arantxa Sánchez Vicario con il punteggio di 6-1, 6-3.
Nel doppio misto ha vinto quattro tornei del grande slam: l'Open di Francia 1989 e l'US Open 1991 in coppia con l'olandese Tom Nijssen e l'Australian Open 1997 e l'US Open 1997 con lo statunitense Rick Leach.
Ha fatto parte della squadra olandese di Fed Cup dal 1988 al 1999 con un bilancio di 15 vittorie e 15 sconfitte.

## Statistiche

### Singolare

#### Vittorie (1)
| Legenda               |
| Grande Slam (0)       |
| WTA Championships (0) |
| Tier I (0)            |
| Tier II (0)           |
| Tier III (0)          |
| Tier IV-V (1)         |

| N. | Data             | Torneo                                    | Superficie  | Avversaria in finale | Punteggio |
| 1. | 27 febbraio 1989 | Virginia Slims of Oklahoma, Oklahoma City | Cemento (i) | Leila Meskhi         | 6-4, 6–4  |

| Torneo 100 000 $ (0) |
| Torneo 75 000 $ (0)  |
| Torneo 50 000 $ (0)  |
| Torneo 25 000 $ (1)  |
| Torneo 10 000 $ (1)  |

| N. | Data           | Torneo                               | Superficie  | Avversaria in finale | Punteggio   |
| 1. | 16 giugno 1986 | 10 000 $ Birmingham 1986, Birmingham | Terra rossa | Susan Leo            | 6-1, 6–1    |
| 2. | 23 giugno 1986 | 25 000 $ Seabrook 1986, Seabrook     | Terra rossa | Amy Schwartz         | 6-2, 7–6(6) |

#### Finali perse (2)
| N. | Data             | Torneo                                    | Superficie  | Avversaria in finale | Punteggio |
| 1. | 19 febbraio 1990 | Virginia Slims of Oklahoma, Oklahoma City | Cemento (i) | Amy Frazier          | 4-6, 2–6  |
| 2. | 11 febbraio 1991 | Virginia Slims of Denver, Aurora          | Cemento     | Lori McNeil          | 3-6, 4–6  |

### Doppio

#### Vittorie (26)
| Legenda               |
| Grande Slam (0)       |
| WTA Championships (2) |
| Tier I (5)            |
| Tier II (7)           |
| Tier III (5)          |
| Tier IV-V (7)         |

| N.  | Data              | Torneo                                            | Superficie    | Partner             | Avversarie in finale                | Punteggio        |
| 1.  | 16 maggio 1988    | Internationaux de Strasbourg, Strasburgo          | Terra rossa   | Nicole Bradtke      | Jenny Byrne Janine Tremelling       | 7-5, 6-7, 6-3    |
| 2.  | 20 febbraio 1989  | Virginia Slims of Kansas, Wichita                 | Cemento (i)   | Lise Gregory        | Sandy Collins Leila Meskhi          | 6-2, 7-6         |
| 3.  | 17 luglio 1989    | Belgian Open, Bruxelles                           | Terra rossa   | Mercedes Paz        | Carin Bakkum Simone Schilder        | 6-1, 6-2         |
| 4.  | 16 ottobre 1989   | WTA Bayonne, Bayonne                              | Cemento (i)   | Catherine Tanvier   | Elna Reinach Raffaella Reggi        | 7-6, 7-5         |
| 5.  | 6 novembre 1989   | Virginia Slims of Nashville, Nashville            | Cemento (i)   | Meredith McGrath    | Natalija Medvedjeva Leila Meskhi    | 1-6, 7-6, 7-6    |
| 6.  | 5 febbraio 1990   | Virginia Slims of Kansas, Wichita                 | Cemento (i)   | Meredith McGrath    | Mary Lou Daniels Wendy Prausa       | 6-0, 6-2         |
| 7.  | 8 ottobre 1990    | Open di Zurigo, Zurigo                            | Sintetico (i) | Eva Pfaff           | Catherine Suire Dianne van Rensburg | 7-5, 6-4         |
| 8.  | 30 settembre 1991 | Sparkassen Cup, Lipsia                            | Sintetico (i) | Isabelle Demongeot  | Jill Hetherington Kathy Rinaldi     | 6-4, 6-3         |
| 9.  | 4 maggio 1992     | Belgian Open, Waregem                             | Terra rossa   | Caroline Vis        | Elena Brjuchovec Petra Langrová     | 6-4, 6-3         |
| 10. | 22 marzo 1993     | Virginia Slims of Houston, Houston                | Terra rossa   | Katrina Adams       | Evgenija Manjukova Radka Zrubáková  | 6-3, 5-7, 7-6(7) |
| 11. | 1º novembre 1993  | Bell Challenge, Québec                            | Sintetico (i) | Katrina Adams       | Katerina Maleeva Nathalie Tauziat   | 6-4, 6-4         |
| 12. | 8 novembre 1993   | Advanta Championships of Philadelphia, Filadelfia | Sintetico (i) | Katrina Adams       | Conchita Martínez Larisa Neiland    | 6-2, 4-6, 7-6    |
| 13. | 21 marzo 1994     | Virginia Slims of Houston, Houston                | Terra rossa   | Martina Navrátilová | Katrina Adams Zina Garrison         | 6-4, 6-2         |
| 14. | 3 ottobre 1994    | Open di Zurigo, Zurigo                            | Sintetico (i) | Martina Navrátilová | Patty Fendick Meredith McGrath      | 7-6, 6-1         |
| 15. | 17 ottobre 1994   | Brighton International, Brighton                  | Sintetico (i) | Larisa Neiland      | Mary Joe Fernández Jana Novotná     | 4-6, 6-2, 6-3    |
| 16. | 27 marzo 1995     | Family Circle Cup, Hilton Head                    | Terra verde   | Nicole Arendt       | Gigi Fernández Nataša Zvereva       | 0-6, 6-3, 6-4    |
| 17. | 10 aprile 1995    | Virginia Slims of Houston, Houston                | Terra rossa   | Nicole Arendt       | Wiltrud Probst Rene Simpson         | 6-4, 6-2         |
| 18. | 12 giugno 1995    | DFS Classic, Birmingham                           | Erba          | Rennae Stubbs       | Nicole Bradtke Kristine Kunce       | 3-6, 6-4, 6-4    |
| 19. | 2 ottobre 1995    | Open di Zurigo, Zurigo                            | Cemento (i)   | Nicole Arendt       | Chanda Rubin Caroline Vis           | 6-4, 6-7, 6-4    |
| 20. | 30 ottobre 1995   | Bell Challenge, Québec                            | Sintetico (i) | Nicole Arendt       | Lisa Raymond Rennae Stubbs          | 7-6, 4-6, 6-2    |
| 21. | 26 febbraio 1996  | Generali Ladies Linz, Linz                        | Sintetico (i) | Meredith McGrath    | Rennae Stubbs Helena Suková         | 6-4, 6-4         |
| 22. | 22 maggio 1996    | World Doubles Cup, Edimburgo                      | Terra rossa   | Nicole Arendt       | Gigi Fernández Nataša Zvereva       | 6-3, 2-6, 7-6    |
| 23. | 17 febbraio 1997  | Faber Grand Prix, Hannover                        | Sintetico (i) | Nicole Arendt       | Larisa Neiland Brenda Schultz       | 4-6, 6-3, 7-6    |
| 24. | 5 maggio 1997     | Internazionali d'Italia, Roma                     | Terra rossa   | Nicole Arendt       | Conchita Martínez Patricia Tarabini | 6-2, 6-4         |
| 25. | 17 giugno 1997    | World Doubles Cup, Edimburgo                      | Terra rossa   | Nicole Arendt       | Naoko Kijimuta Miho Saeki           | 6-2, 6-0         |
| 26. | 18 agosto 1997    | U.S. Women's Hard Court Championships, Atlanta    | Cemento       | Nicole Arendt       | Alexandra Fusai Nathalie Tauziat    | 6-7, 6-3, 6-2    |

| Torneo 100 000 $ (0) |
| Torneo 75 000 $ (0)  |
| Torneo 50 000 $ (0)  |
| Torneo 25 000 $ (2)  |
| Torneo 10 000 $ (2)  |

| N. | Data            | Torneo                                   | Superficie  | Partner                | Avversarie in finale             | Punteggio        |
| 1. | 20 gennaio 1986 | 10 000 $ San Antonio 1986, San Antonio   | Cemento     | Marianne van der Torre | Dinky van Rensburg Clare Wood    | 7-5, 6(4)–7, 6-4 |
| 2. | 16 giugno 1986  | 10 000 $ Fayetteville 1986, Fayetteville | Cemento     | Carin Bakkum           | Digna Ketelaar Themis Zambrzycki | 6-3, 7–6(3)      |
| 3. | 23 giugno 1986  | 25 000 $ Seabrook 1986, Seabrook         | Terra rossa | Lise Gregory           | Alison Scott Michelle Turk       | 6-2, 6-1         |
| 4. | 27 gennaio 1992 | 25 000 $ Midland 1986, Midland           | Cemento (i) | Meredith McGrath       | Helen Kelesi Caroline Vis        | 6-3, 6-1         |

### Doppio misto

#### Vittorie (4)
| N. | Data            | Torneo                         | Superficie  | Partner     | Avversarie in finale                 | Punteggio     |
| 1. | 29 maggio 1989  | Open di Francia, Parigi        | Terra rossa | Tom Nijssen | Arantxa Sánchez Horacio de la Peña   | 6-3, 6-7, 6-2 |
| 2. | 26 agosto 1991  | US Open, Flushing Meadows Park | Cemento     | Tom Nijssen | Arantxa Sánchez Emilio Sánchez       | 6-2, 7-6      |
| 3. | 13 gennaio 1997 | Australian Open, Melbourne     | Cemento     | Rick Leach  | Larisa Neiland John-Laffnie de Jager | 6-3, 6-7, 7-5 |
| 4. | 25 agosto 1997  | US Open, Flushing Meadows Park | Cemento     | Rick Leach  | Mercedes Paz Pablo Albano            | 3-6, 7-5, 7-6 |

#### Finali perse (2)
| N. | Data           | Torneo                         | Superficie | Partner     | Avversarie in finale               | Punteggio |
| 1. | 21 giugno 1993 | Torneo di Wimbledon, Londra    | Erba       | Tom Nijssen | Martina Navrátilová Mark Woodforde | 3-6, 4-6  |
| 2. | 26 agosto 1996 | US Open, Flushing Meadows Park | Cemento    | Rick Leach  | Lisa Raymond Patrick Galbraith     | 6-7, 6-7  |